# Psychoda vanga
Psychoda vanga és una espècie d'insecte dípter pertanyent a la família dels psicòdids.

## Descripció
- Femella: cos de color marró grisenc, antenes de 0,8 mm de llargària i amb 14 artells, placa subgenital en forma de pala i ales d'1,5 mm de longitud i 0,5 d'amplada.
- El mascle no ha estat encara descrit.[2]

## Distribució geogràfica
Es troba a l'illa de Borneo.